# 니시메만베쓰역
니시메만베쓰역(일본어: 西女満別駅)은 일본 홋카이도 아바시리 군 오조라정에 위치한 홋카이도 여객철도 세키호쿠 본선의 철도역이다. 역 번호는 A66이며, 단선 승강장 1면 1선의 구조를 갖춘 지상역이다.

## 역 주변
- 국도 제39호선
- 메만베쓰 공항

## 역사
- 1947년 2월 11일 : 일본국유철도의 아사히노 가승강장으로서 개업. 여객 취급만.
- 1950년 1월 15일 : 역으로 승격. 니시메만베쓰역으로 개칭. 소화물의 취급을 개시.
- 1951년 : 화물 플랫폼 신설.
- 1963년 4월 1일 : 업무 위탁역.
- 1983년 1월 10일 : 소화물 취급 폐지. 무인화.
- 1987년 4월 1일 : 일본국유철도 분할 민영화에 의해 홋카이도 여객철도가 승계.
- 2005년 10월 3일 : 기타미역 - 이 역 - 메만베쓰 공항 구간에서 듀얼 모드 차량(DMV, ja)의 실증 실험을 실시(주행 시험은 9월 ~ 10월에 기 시행).

## 인접 역
| 세키호쿠 본선                | 세키호쿠 본선   | 세키호쿠 본선              |
| ---------------------------- | --------------- | -------------------------- |
| A65 비호로 신아사히카와 방면 | ■ 세키호쿠 본선 | 메만베쓰 A67 아바시리 방면 |